# 社会通念
社会通念（しゃかいつうねん、英: Common sense）とは、一般的な考え方のこと。法律とは異なり、明文化はされていないことが多い。常識ともいう。

## 法律学における社会通念
裁判や法学において、「社会通念」という言葉は、民事法の世界では「慣習」や「取引通念」などと同義に使われ、刑事法の世界では「常識」と同義に使われる傾向がある。また、裁判官や法学者が、妥当と考える結論を述べる際の枕詞として、しばしば用いる。職業裁判官と陪審員の、どちらがより社会通念を体現した判断ができるか問題になるが、それぞれ一長一短があるとされている。